# Companhia Jornalística Caldas Júnior
A Companhia Jornalística Caldas Júnior (entre 1986 e 2007 Sistema Guaíba-Correio do Povo) foi uma companhia jornalística brasileira.
Foi criada em Porto Alegre por Caldas Júnior. Seu primeiro órgão de comunicação foi o jornal Correio do Povo, também chamado "o róseo", pela cor de suas páginas. A companhia começou a expandir suas atividades em 1936, quando começou a publicar o jornal Folha da Tarde. Em 1957, começou seus negócios na radiodifusão com a criação da Rádio Guaíba, seguida pela TV Guaíba em 1979 e pela Guaíba FM em 1980.
Foi uma das entidades que saiu em defesa da ideia de criação do Festival de Cinema de Gramado. O acervo fotográfico e documental da companhia foi tombado pelo Instituto do Patrimônio Histórico e Artístico Nacional.

## Mudanças de controle acionário
Em 1984, a Companhia Caldas Júnior faliu por dificuldades financeiras. Dois anos depois, as empresas integrantes do conglomerado foram adquiridas pelo empresário e economista Renato Bastos Ribeiro, que instaurou o Sistema Guaíba-Correio do Povo.
Em 21 de fevereiro de 2007, o diretor administrativo financeiro do Sistema Guaíba-Correio do Povo, Carlos Bastos Ribeiro, anunciou que os veículos de comunicação do grupo foram vendidos para o Grupo Record. Ele não informou o valor, mas o mercado estimava na época cerca de R$ 100 milhões.

## Diretores da empresa
- Breno Caldas (primeiro proprietário)
- Renato Bastos Ribeiro (segundo proprietário)
- Carlos Bastos Ribeiro (diretor-administrativo do grupo e da Rádio Guaíba)
- Helena Bastos Ribeiro (diretora da TV Guaíba)
- Aloizio Ribeiro (diretor comercial da TV Guaíba, Rádio Guaíba e Correio do Povo)